# A Box Full of Sharp Objects
«A Box Full of Sharp Objects» (en español: «Una caja llena de objetos punzantes») es el primer sencillo de The Used de su álbum homónimo; fue ofrecido brevemente en un episodio de MTV Cribs. El vídeo es una colección de grabaciones en vivo y payasadas de la banda de gira alrededor de la Orem, Utah. Fue mezclado por el productor John Feldmann.